# 1-aminopropan-2-on
1-aminopropan-2-on (také aminoaceton) je derivát acetonu, který má jeden atom vodíku v methylové skupině nahrazen aminoskupinou.